# Baron Fairhaven

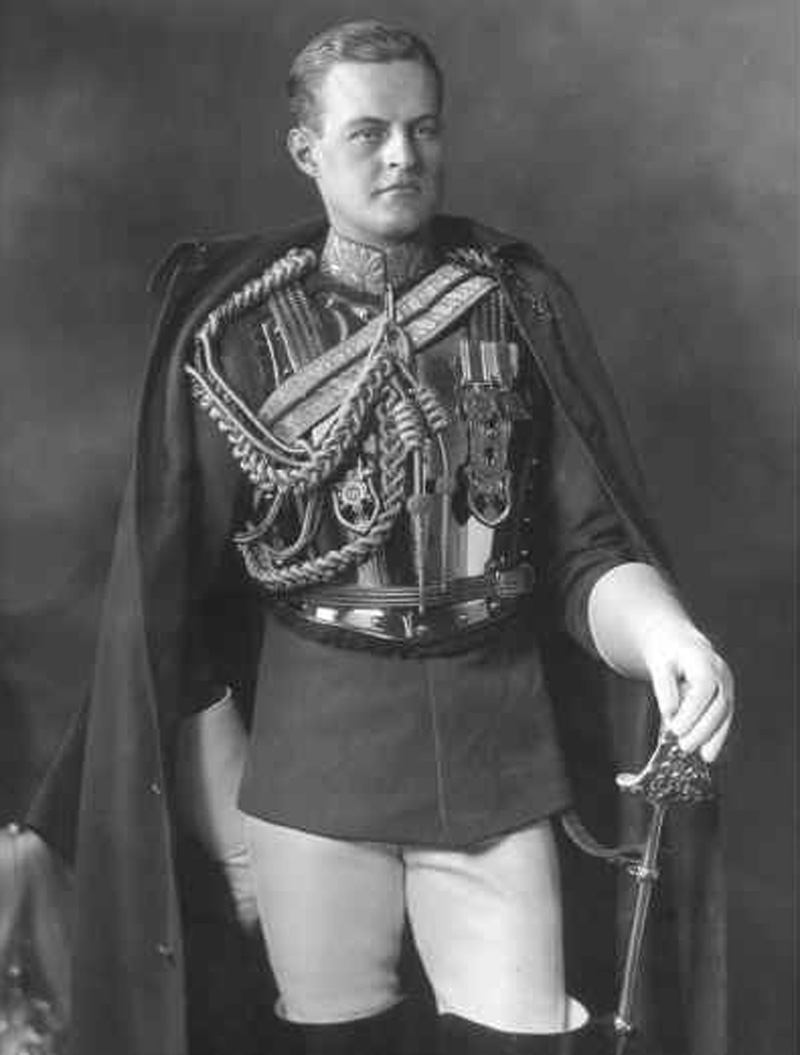
Urban Huttleston Broughton, 1. Baron Fairhaven

Baron Fairhaven, ist ein erblicher britischer Adelstitel, der zweimal in der Peerage of the United Kingdom verliehen wurde.

## Verleihungen
In erster Verleihung wurde am 20. März 1929 der Titel Baron Fairhaven, of Lode in the County of Cambridge, für Urban Huttleston Broughton geschaffen. Die Verleihung war eigentlich für dessen Vater, den Ingenieur und Politiker Urban Hanlon Broughton (1857–1929) bestimmt, der aber wenige Wochen zuvor gestorben war. Da der 1. Baron unverheiratet und ohne Titelerben blieb, wurde ihm am 25. Juli 1961 in zweiter Verleihung der Titel Baron Fairhaven, of Anglesey Abbey in the County of Cambridge, diesmal mit dem besonderen Vermerk, dass der Titel in Ermangelung eigener männlicher Nachkommen auch an dessen Bruder Henry Rogers Broughton und dessen männliche Nachkommen vererbbar sei. Dieser erbte letzteren Titel beim Tod seines Bruders am 20. August 1966, während der Titel erster Verleihung erlosch. Heutiger Inhaber des Titels zweiter Verleihung ist seit 1973 der einzige Sohn des letzteren als 3. Baron.

## Liste der Barone Fairhaven

### Barone Fairhaven, erste Verleihung (1929)
- Huttleston Broughton, 1. Baron Fairhaven (1896–1966)

### Barone Fairhaven, zweite Verleihung (1961)
- Huttleston Broughton, 1. Baron Fairhaven (1896–1966)
- Henry Broughton, 2. Baron Fairhaven (1900–1973)
- Ailwyn Broughton, 3. Baron Fairhaven (* 1936)

Titelerbe (Heir apparent) ist der Sohn des aktuellen Titelinhabers, Hon. James Henry Ailwyn Broughton (* 1963).